# Бакумівка (Кременчуцький район)
Баку́мівка — село в Україні, у Семенівській селищній громаді Кременчуцького району Полтавської області. Населення становить 224 осіб.

## Географія
Село Бакумівка знаходиться на лівому березі річки Хорол, вище за течією на відстані 1,5 км розташоване село Тройняки, нижче за течією на відстані 3,5 км розташоване село Заїчинці.

## Історія
12 червня 2020 року, відповідно до розпорядження Кабінету Міністрів України № 721-р «Про визначення адміністративних центрів та затвердження територій територіальних громад Полтавської області», село увійшло до складу Семенівської селищної міської громади.
19 липня 2020 року, в результаті адміністративно - територіальної реформи та ліквідації Семенівського району, село увійшло до складу новоутвореного Кременчуцького району.

## Репресовані радянською владою односельці
1. Гаврись Василь Федорович — 1898 року народження, Полтавська обл. с. Бакумівка Семенівського р-ну, національність: українець, із селян, останнє місце проживання: Полтавська обл. с. Веселий Поділ Семенівського р-ну, останнє місце роботи: Робітник заводу, Заарештований 4 жовтня 1937 р., Засуджений Особливою трійкою при УНКВС Полтавської обл. 27 грудня 1937 р. за ст. 54-10 ч. 1 КК УРСР до розстрілу з конфіскацією майна., Вирок виконано 8 січня 1938 р.